# Schaffenbergerstraße 12 (Korschenbroich)

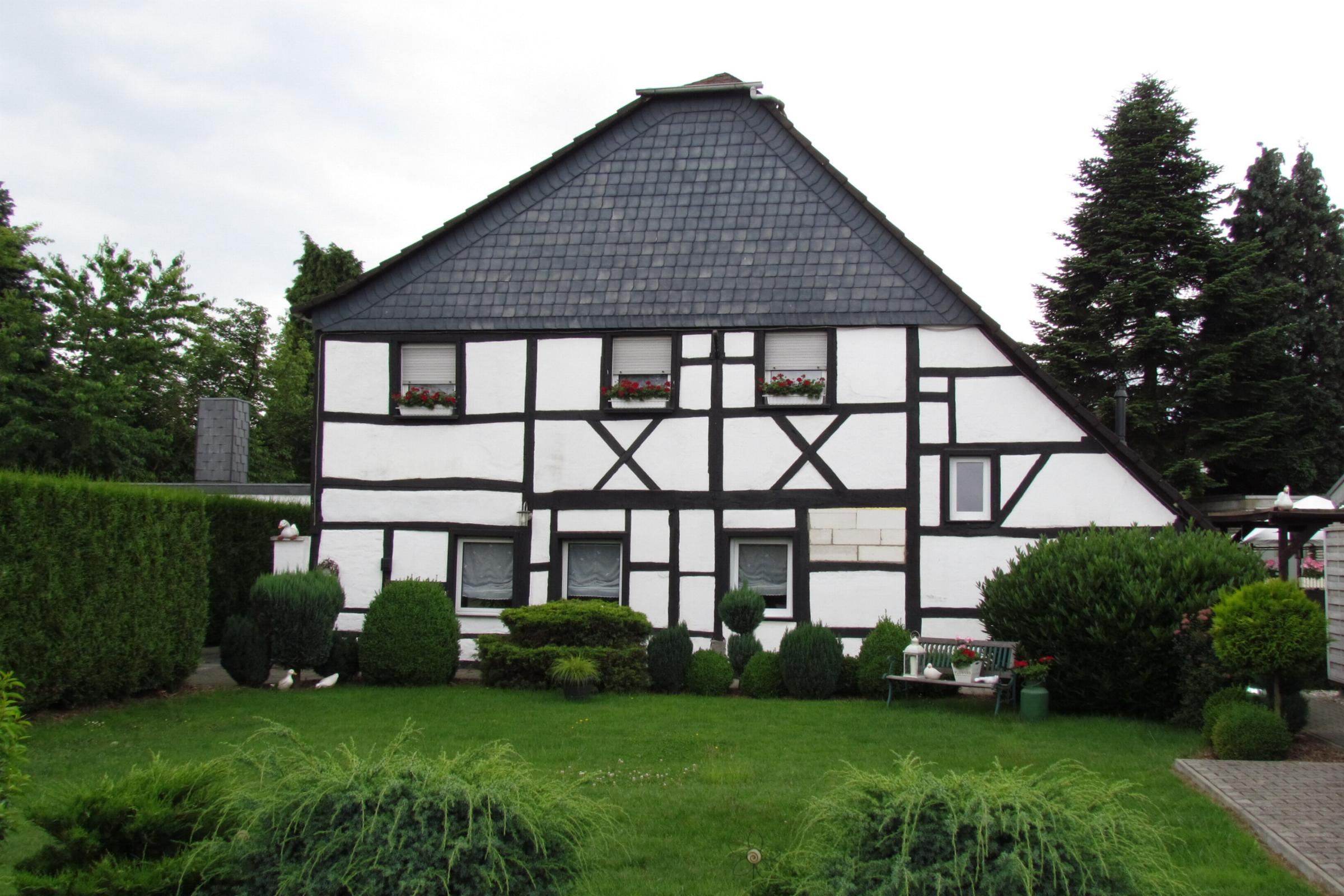
Ehem. Fachwerkhofanlage

Die ehemalige Fachwerkhofanlage Schaffenbergerstraße 12 steht im Stadtteil Herzbroich in Korschenbroich  im Rhein-Kreis Neuss in Nordrhein-Westfalen.
Das Baujahr des Gebäudes ist nicht bekannt. Es wurde unter Nr. 027 am 22. August 1985 in die Liste der Baudenkmäler in Korschenbroich eingetragen.

## Architektur
Der ehemalige Fachwerkhof ist heute ein Wohnhaus mit Krüppelwalmdach und Schleppdach.